# Riu Cervol
El riu Cervol és un corrent d'aigua intermitent del nord del País Valencià, que travessa les comarques dels Ports i del Baix Maestrat. És anomenat també riu Sec, i a la capçalera rep el nom de riu de les Corces. El seu nom figura en alguns mapes com a Servol.

## Curs
Té una llargada d'uns 59 km, una conca de 343 km² i un cabal de 0,43 m³ per segon.

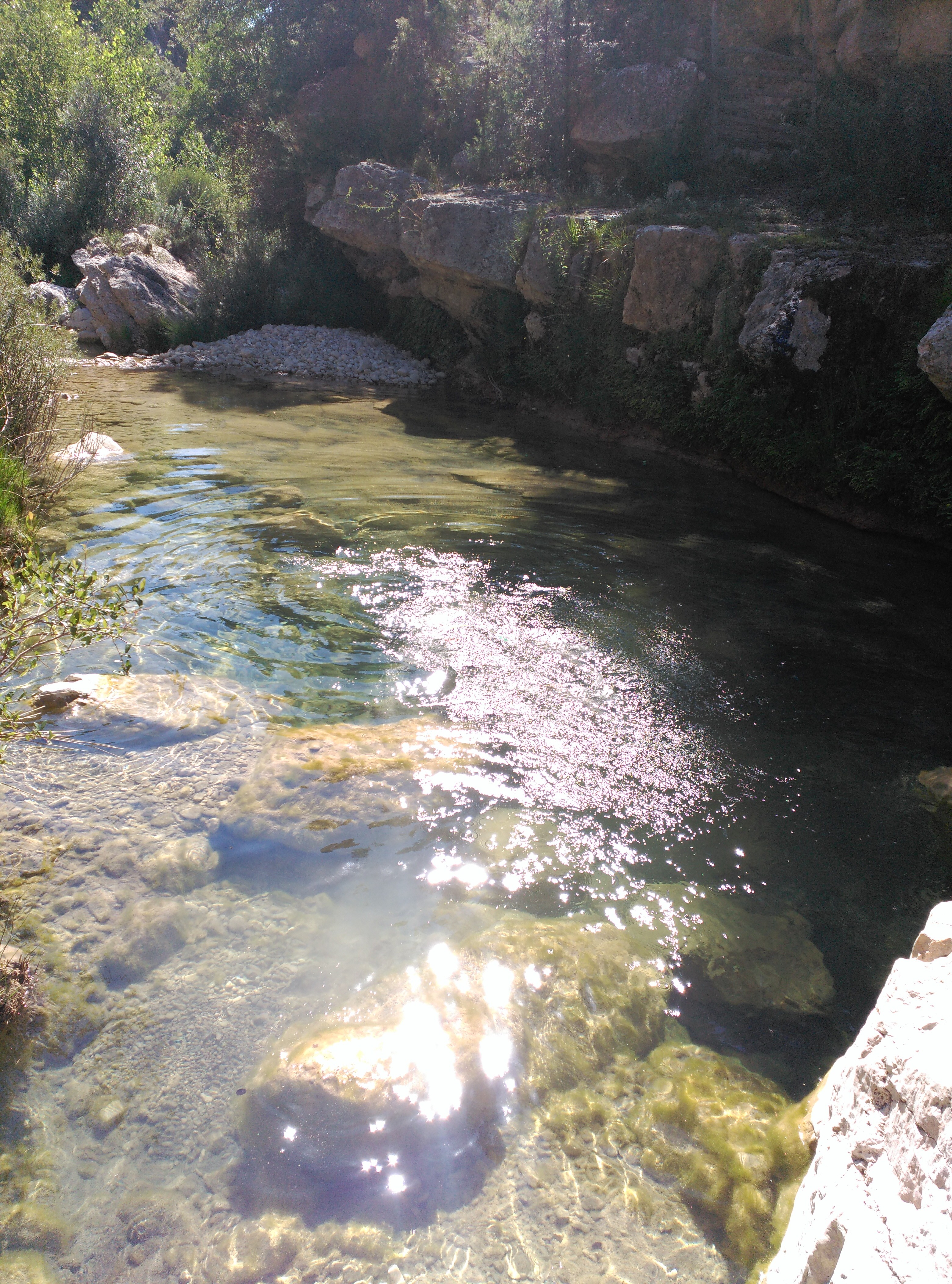

Naix a Cap de Riu, a cinc quilòmetres al nord de Morella, prop del port de Torre Miró, i rep les aportacions de diverses fonts com la font d'En Torres, l'ullal del Molí, el toll Blau, la font Donzella o la font de l'Esperança, i de barrancs com el de la Carcellera i el de la Serna. Passa al peu de Vallibona en direcció est, dins d'una vall profunda, i rep les aigües de la font del Teix, i dels barrancs del Gora, d'Argilés i de la Gatellera. A continuació, recorre la comarca del Baix Maestrat en direcció est sud-est (ESE), creuant el pas de les serres de la Creu i del Turmell, on rep les aportacions del seu afluent més important, el barranc de la Barcella, i entre la serra de la Solà i Canet lo Roig rep les aigües del barranc de la font de la Roca.
Fins a l'altura de Vallibona el cabal del riu és continu, encara que escàs, però després el terreny calcari provoca filtracions contínues, i a l'altura de Rossell, ja no porta gens de cabal. És un riu estacional que sovint pateix forts estiatges.
El seu darrer tram, ja a la Plana de Vinaròs, en travessar la carretera 340, discorre per la zona nord de la ciutat de Vinaròs. En aquest espai, a més a més, el llit està condicionat per evitar les riuades. El riu Cervol desemboca a la platja del riu Cervol, a Vinaròs.

## Valors ecològics
És un dels pocs rius valencians en què les aigües no han estat regulades mitjançant pantans o preses.
Des del naixement fins al terme de Rossell, el riu dona lloc a un paisatge diferenciat de l'entorn, formant una subunitat morfològica en què l'acció erosiva ha creat desnivells profunds i estrets, i on es mantenen paratges de gran valor botànic. L'aïllament i la despoblació han facilitat la recuperació dels boscos de carrasques i roures, i al mateix temps s'ha produït una expansió de la fauna, i tot açò ha significat la creació d'un ecosistema amb un alt grau de biodiversitat.